# Выборгский тоннель
Вы́боргский тонне́ль — самый длинный в Санкт-Петербурге подземный пешеходный переход. Он начинается из вестибюля станции метро «Выборгская», проходит под Лесным проспектом и путями железнодорожной станции Санкт-Петербург-Финляндский и заканчивается на Чугунной улице у проходной завода им. Карла Либкнехта, недалеко от проходной завода ЛОМО.

## История
Тоннель был открыт 4 ноября 1983 года. Ещё при открытии в 1975 году станции метро «Выборгская» в её наземном вестибюле оставили нишу под спуск в переход. Проходка началась в августе 1981 года. При строительстве использовался «метод продавливания», и закрывать движение по Лесному проспекту и Финляндской железнодорожной линии не пришлось. Щит двигался от Чугунной улицы. Под 16 путями проложили два 150-метровых тоннеля. Ширина и высота каждого — 3 метра.
Прежде севернее (напротив дома № 32 по Лесному проспекту) существовал надземный пешеходный переход над путями. Он был построен в 1940-х годах. Его разобрали сразу после открытия тоннеля.

## География тоннеля
Подземный переход начинается под перекрёстком Лесного проспекта и улицы Смолячкова, причём в обратном направлении имеется вход в метро (до февраля 2011 года из выхода со станции сразу в переход попасть было нельзя), как из обычного перехода; там есть два выхода на восточную сторону Лесного проспекта, а затем два выхода в середину улицы — на трамвайную остановку. Далее тоннель делает небольшой поворот под углом ≈45°; после недлинного коридора есть выход налево, ведущий на западную сторону Лесного проспекта. Затем идёт Y-образная развилка, где тоннель разделяется на два коротких тоннеля. Длина обоих тоннелей составляет 159 метров; левый тоннель ведёт к перекрёстку улиц Менделеевской и Чугунной, а правый — на Чугунную улицу к моторвагонному депо Санкт-Петербург-Финляндский; имеется даже выход в моторвагонное депо, однако он является служебным (посторонним проход туда запрещён).

## Причины строительства перехода
Переход у станции «Выборгская» является самым длинным в городе, но в то же время и переходом с небольшим пассажиропотоком, что обусловлено тем, что он ведёт к промышленным предприятиям.
О Выборгском тоннеле ходят слухи и легенды:[значимость факта?]
- Некоторые считают, что переход строился на случай войны, чтобы использовать его в качестве бомбоубежища, а запутан он специально, чтобы враг заблудился во всех его коридорах.
- Некоторые считают, что переход является одним из служебных подземных тоннелей, используемых работниками метро, и просто был открыт для пассажиров, чтобы легче было сообщать пассажиропоток между Выборгским и Калининским районами (мнение о сети служебных тоннелей возникло в связи с запутанностью перехода).
- Некоторые считают, что переход нужен для секретного сообщения между метро и железной дорогой.

Переход действительно предназначен для сообщения Выборгского и Калининского районов, но не является каким-либо служебным тоннелем, под землёй он был проложен в связи с расположением в этом месте железнодорожного депо и заводов, взамен существовавшего на почти этом же месте, но немного севернее, деревянного надземного перехода, неудобного в зимнее время и пришедшего в негодность. Из перехода есть выходы в депо, но, как сказано выше, закрытые для пассажиров. Искривление вызвано неблагоприятным для строительства прямого тоннеля расположением улиц.
Переход можно счесть поздним возобновлением существовавших в 1970-е годы проектов по пробивке магистрали от Гренадерского моста в Калининский район, тоннелем под железнодорожными путями; частью той же идеи является Гренадерская улица.